# 福岡県道574号水城下臼井線
福岡県道574号水城下臼井線（ふくおかけんどう574ごう みずきしもうすいせん）は、福岡県太宰府市から福岡市博多区に至る一般県道である。

## 概要
太宰府市水城3丁目から福岡市博多区吉塚8丁目に至る。
博多区福岡空港南交差点 - 稲城交差点の4.5 kmの区間には空港通りという福岡市道路愛称がある。

### 路線データ
- 起点：福岡県太宰府市水城3丁目[要出典]（水城3丁目交差点、福岡県道・大分県道112号福岡日田線交点）
- 終点：福岡県福岡市博多区吉塚8丁目[要出典]（二又瀬橋交差点、福岡県道607号福岡篠栗線交点）

## 歴史
- 1959年（昭和34年）4月1日 - 福岡県告示第232号により、県道水城下臼井線として路線認定される（当時の整理番号は281）[2][出典無効]。
- 1979年（昭和54年） - 市制施行90周年記念して博多区稲城交差点 - 福岡空港南交差点の4.5 km[注釈 1]の区間に福岡市道路愛称「空港通り」を決定。なお、愛称の由来は福岡の空の玄関福岡空港と博多駅を結ぶ路線であることから[1]。

## 路線状況

### 都市計画道路
- 都市計画道路博多駅志免線：稲城交差点 - 大井1丁目交差点、延長1,300 m[3][4]

### 通称
- 空港通り（福岡市博多区・福岡空港南交差点 - 稲城交差点）

### 重複区間
- 福岡県道45号福岡空港線（福岡市博多区月隈3丁目・月隈3丁目交差点 - 福岡市博多区空港前2丁目・稲城交差点）

## 地理

### 通過する自治体
- 福岡県
  - 太宰府市 - 大野城市 - 福岡市（博多区）

### 交差する道路
| 交差する道路                                                | 市町村名 | 市町村名 | 交差する場所              | 交差する場所                      |
| ----------------------------------------------------------- | -------- | -------- | ------------------------- | --------------------------------- |
| 福岡県道・大分県道112号福岡日田線                           | 太宰府市 | 太宰府市 | 水城3丁目                 | 水城3丁目交差点 / 起点            |
| 福岡県道60号飯塚大野城線                                    | 大野城市 | 大野城市 | 御笠川4丁目               | 御笠川4丁目東交差点               |
| 福岡県道24号福岡東環状線 / バイパス                         | 福岡市   | 博多区   | 立花寺（りゅうげじ）1丁目 | 立花寺東交差点                    |
| 福岡県道24号福岡東環状線 / 旧道                             | 福岡市   | 博多区   | 月隈3丁目                 | 月隈パークゴルフ場前交差点 / 終点 |
| 福岡県道45号福岡空港線 重複区間起点                         | 福岡市   | 博多区   | 月隈3丁目                 | 月隈3丁目交差点                   |
| 福岡県道45号福岡空港線 重複区間終点 福岡県道551号別府比恵線 | 福岡市   | 博多区   | 空港前2丁目               | 稲城交差点                        |
| 国道3号 / 博多バイパス                                      | 福岡市   | 博多区   | 大井1丁目                 | 大井1丁目交差点                   |
| 福岡県道607号福岡篠栗線                                     | 福岡市   | 博多区   | 吉塚8丁目                 | 二又瀬橋交差点 / 終点             |

### 沿線
- 福岡市立席田中学校
- 博多警察署 空港前交番
- 福岡空港
- 福岡市地下鉄空港線 福岡空港駅